# 1965 год в изобразительном искусстве СССР
1965 год был отмечен рядом событий, оставивших заметный след в истории советского изобразительного искусства.

## События
- 2 февраля — выставка произведений скульптора С. Конёнкова открылась в Москве в выставочных залах Дома художника на Кузнецком мосту[1]. Летом того же года выставка была показана в Государственном Русском музее в Ленинграде[2].

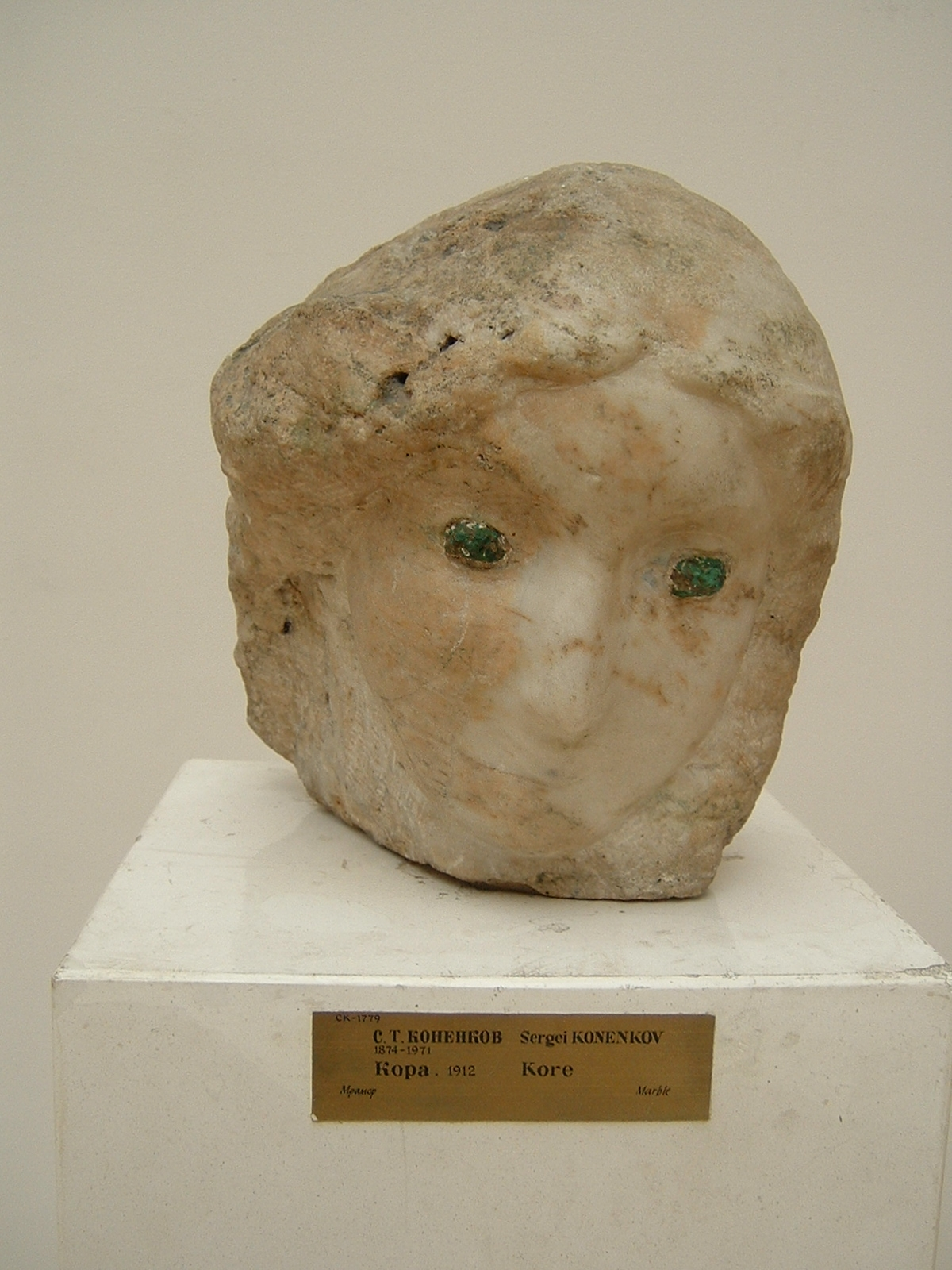
Кора, 1912
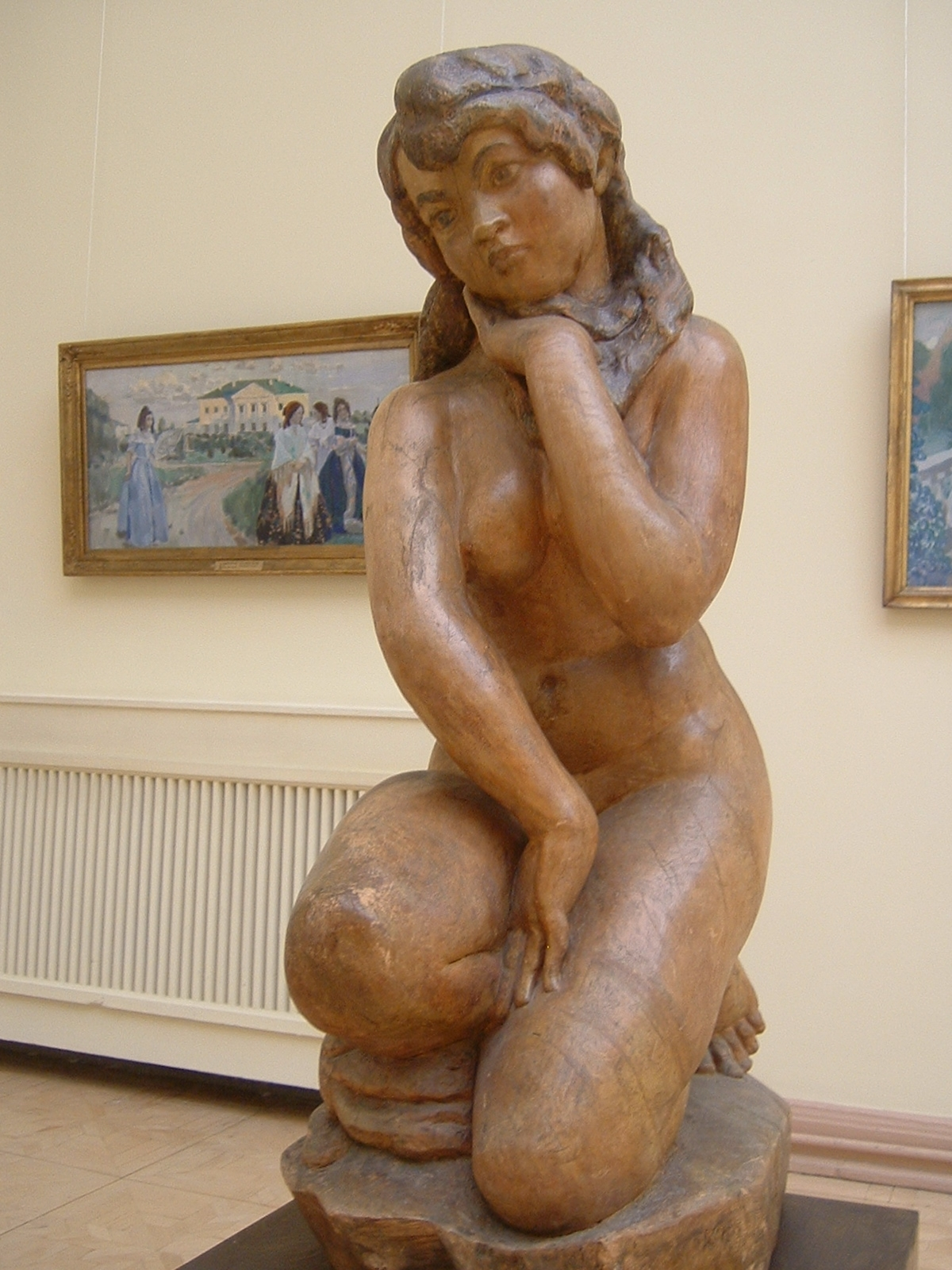
Купальщица, 1917
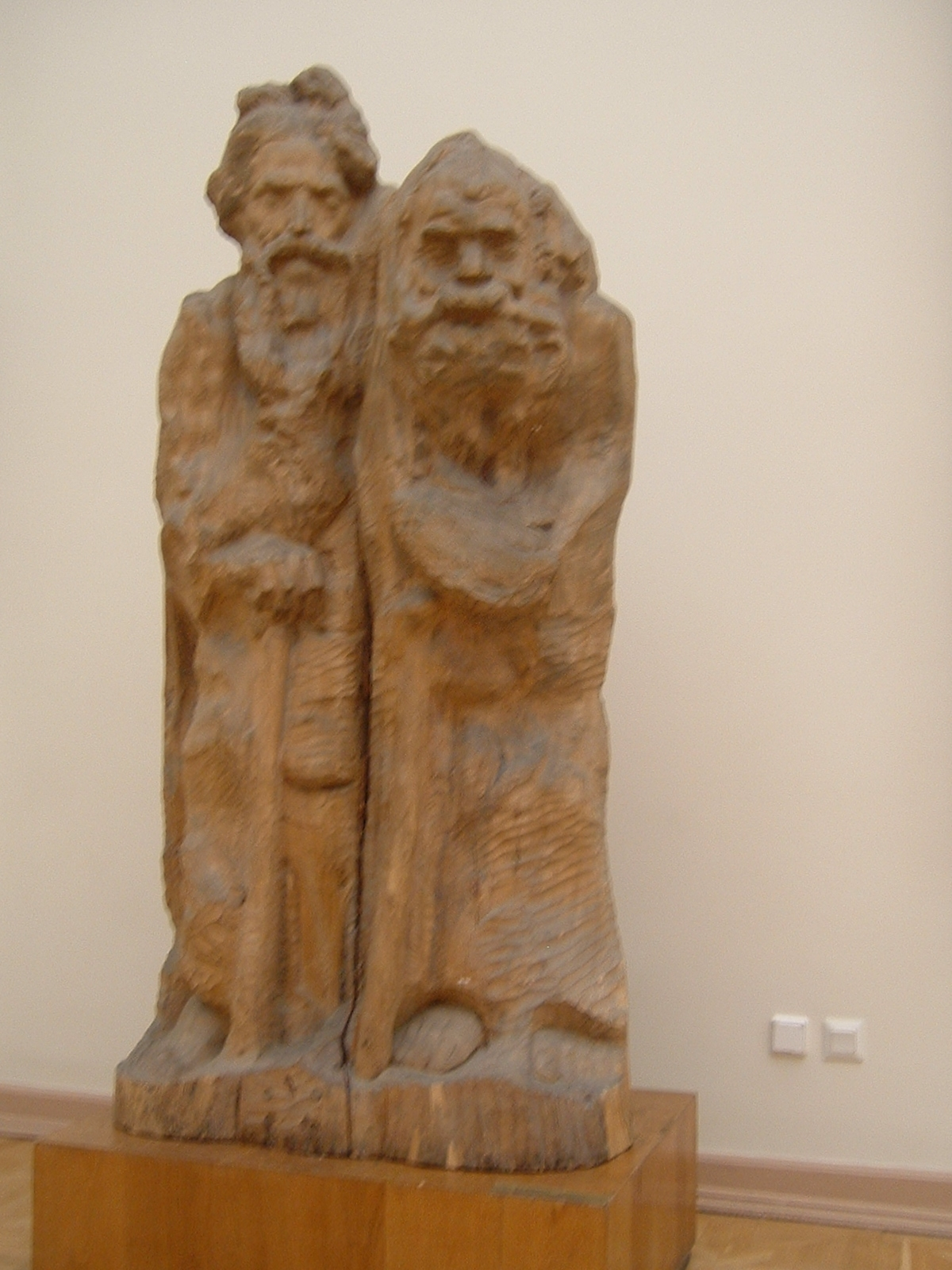
Нищая Братия, 1917

- В Государственном Русском музее открылась выставка произведений скульптора Голубкиной Анны Семёновны (1864-1927)[3].

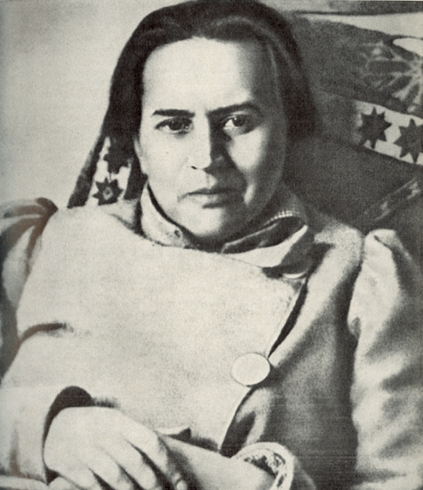
Анна Голубкина
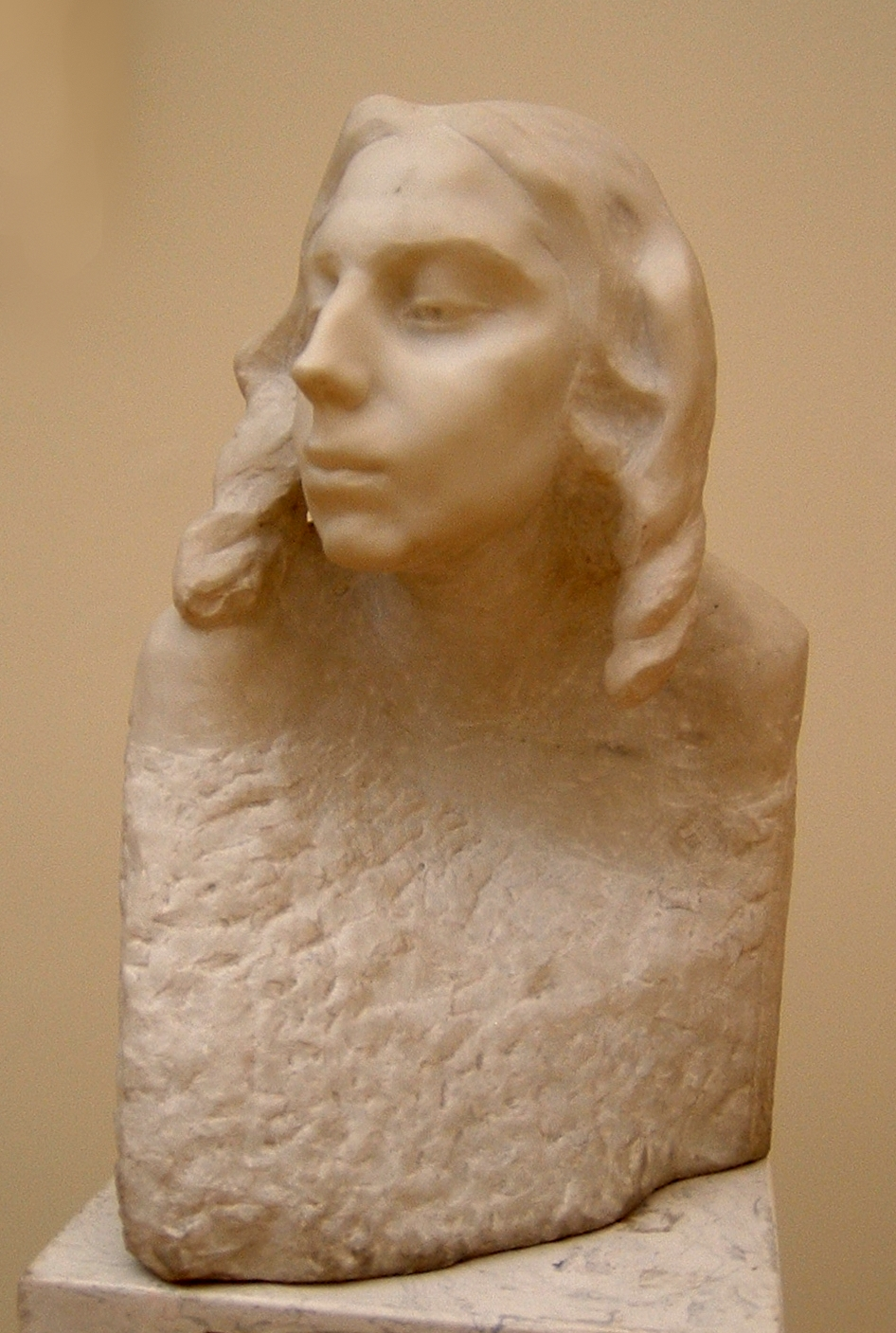
Портрет скульптора Е. Д. Никифоровой-Кирпичниковой. 1908
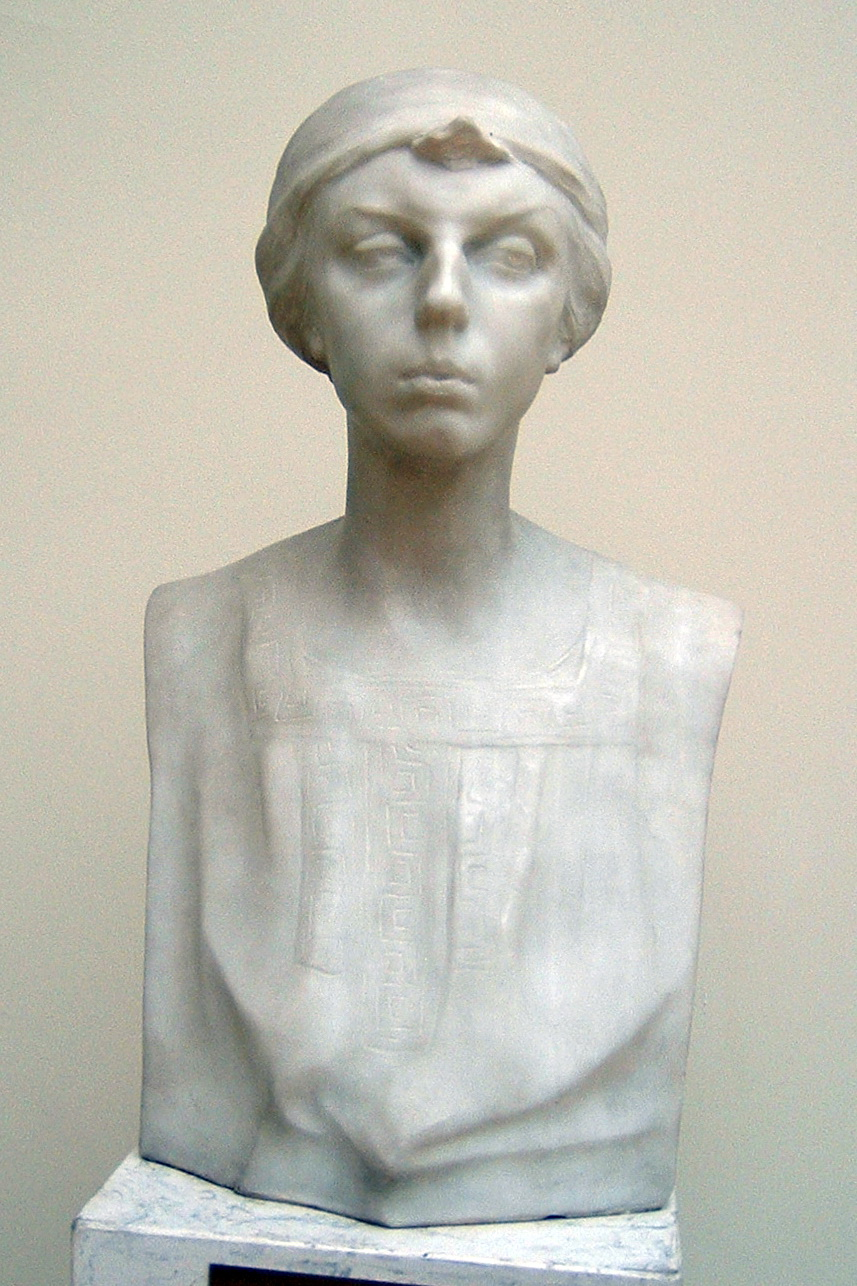
Портрет Е. П. Носовой-Рябушинской. 1912

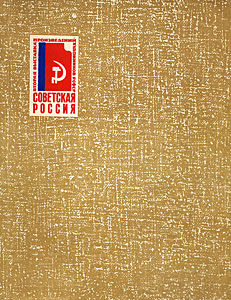
Каталог выставки

- 6 февраля — Вторая Республиканская художественная выставка «Советская Россия» открылась в Москве в ЦВЗ «Манеж» при участии живописцев Мариам Асламазян, Юрия Белова, Петра Белоусова, Алексея Белых, Дмитрия Беляева, Ольги Богаевской, Ивана Варичева, Николая Галахова, Сергея Герасимова, Алексея Еремина, Василия Ефанова, Вячеслава Загонека, Леонида Кабачека, Анатолия Казанцева, Михаила Канеева, Константина Китайки, Гелия Коржева, Энгельса Козлова, Марины Козловской, Михаила Конова, Бориса Корнеева, Бориса Котика, Юрия Кугача, Михаила Кугача, Александра Лактионова, Анатолия Левитина, Олега Ломакина, Дмитрия Маевского, Бориса Малуева, Евсея Моисеенко, Дмитрия Мочальского, Андрея Мыльникова, Юрия Непринцева, Георгия Нисского, Дмитрия Обозненко, Виктора Орешникова, Петра Оссовского, Георгия Песиса, Всеволода Петрова-Маслакова, Юрия Пименова, Аркадия Пластова, Юрия Подлясского, Павла Радимова, Виктора Рейхета, Николая Ромадина, Семёна Ротницкого, Николая Рутковского, Глеба Савинова, Виктора Саморезова, Владимира Серова, Юрия Скорикова, Александра Соколова, Владимира Стожарова, Николая Тимкова, Владимира Токарева, Михаила Труфанова, Юрия Тулина, Виталия Тюленева, Бориса Угарова, Петра Фомина, Льва Чегоровского, Виктора Чуловича, Ирины Шевандроновой и других художников. 
По разделу скульптуры были представлены работы Людмилы Азаровой, Михаила Аникушина, Василия Астапова, Виктора Бажинова, Екатерины Белашовой, Ирины Богатырёвой, Рафаила Будилова, Евгения Васильева, Ии Венковой, Бориса Воробьёва, Евгения Вучетича, Михаила Габе, Ефима Гендельмана, Павла Гусева, Бориса Дюжева, Сергея Есина, Ивана Ефимова, Александра Игнатьева, Льва Кербеля, Александра Кибальникова, Сергея Коненкова, Николая Кочукова, Михаила Кошкина, Надежды Крандиевской, Марии Литовченко, Матвея Манизера, Георгия Мотовилова, Александра Мурзина, Евгения Николаева, Ирины Никоновой, Виктора Новикова, Александра Овсянникова, Валентины Рыбалко, Сергея Санакоева, Василия Стамова, Галины Столбовой, Киры Суворовой, Сергея Суханова, Алексея Тимченко, Николая Томского, Владимира Цигаля, Григория Ястребенецкого и других ведущих скульпторов. К выставке был издан подробный каталог работ.[4][5][6]
- Выставка работ театрального художника Акимова Н. П. открылась в Москве в залах Центрального Дома работников искусств. Экспонировались эскизы декораций, афиши и портреты художника[7].
- 22 марта — выставка работ К. С. Петрова-Водкина из собраний крупнейших музеев СССР и частных коллекций открылась в Центральном Доме литераторов в Москве. Экспонировалось 58 картин, эскизов и рисунков[7].

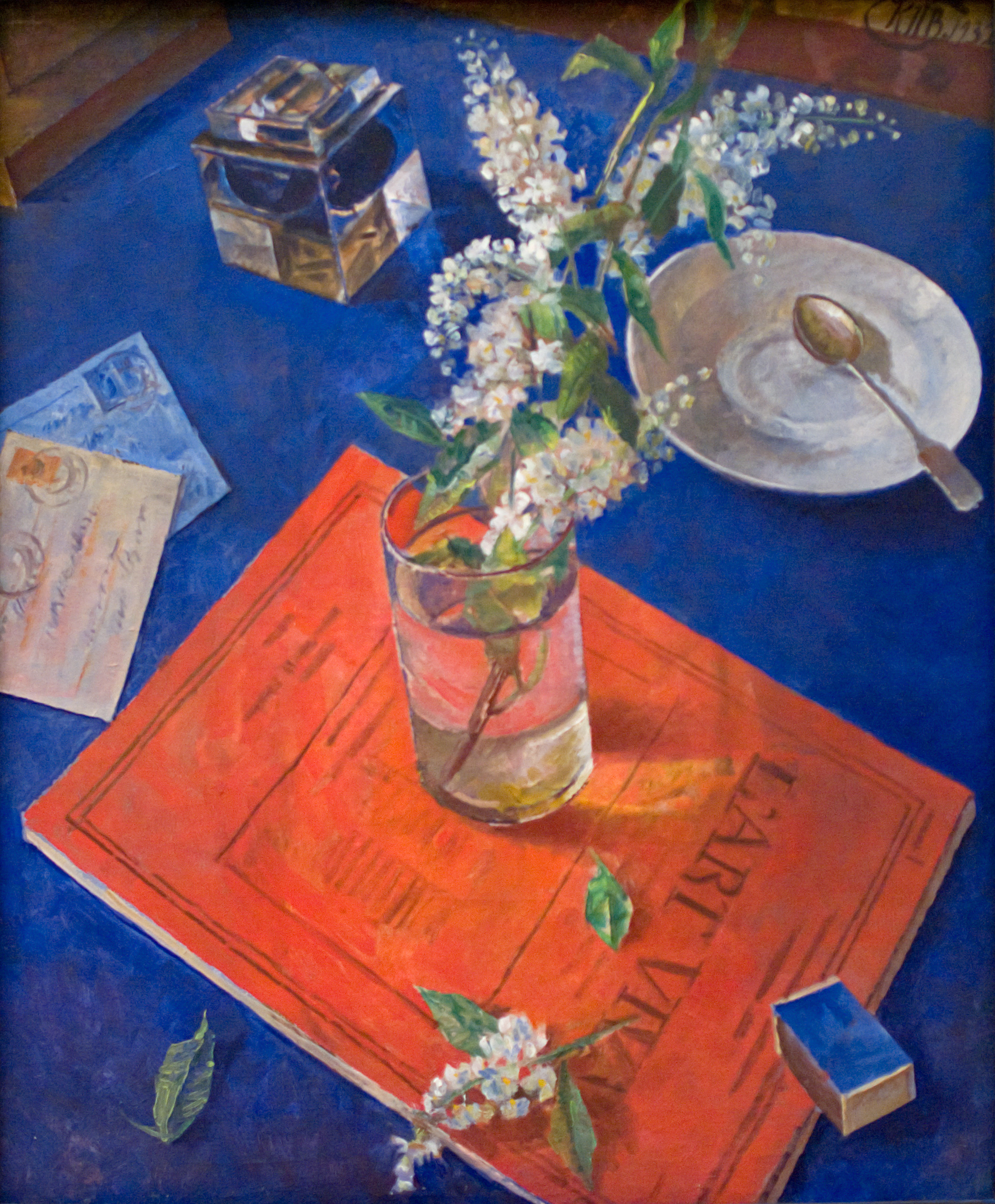
Черёмуха в стакане. 1932
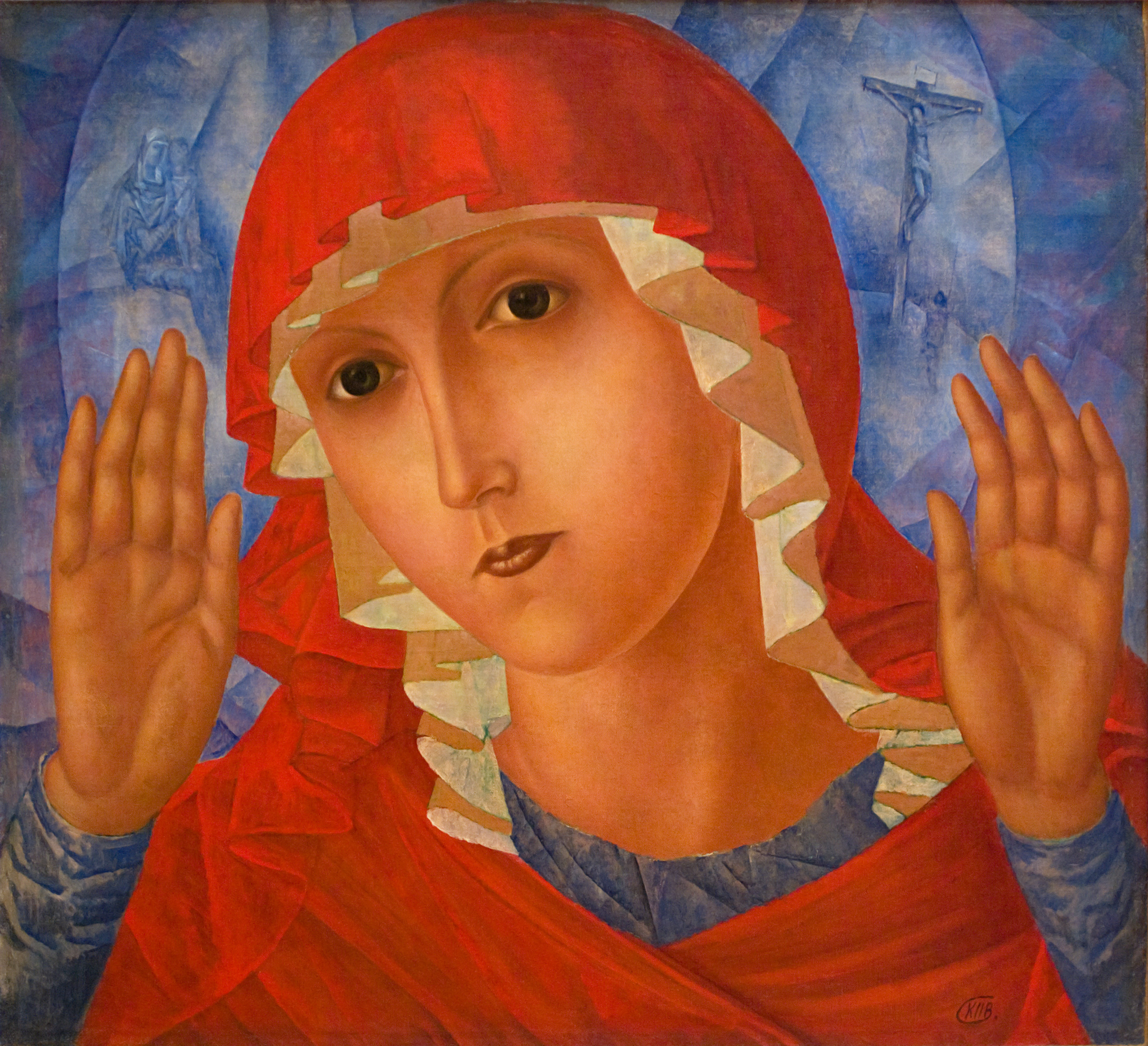
Богоматерь Умиление злых сердец. 1915
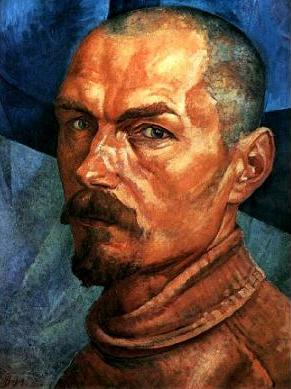
Автопортрет. 1918

- 24 марта — выставка рисунка Л. Сойфертиса, посвящённая 35-летию творческой деятельности художника, открылась в выставочном зале Союза художников СССР в Москве[7].
- 5 апреля — московская квартира-музей художника А. М. Васнецова (1856-1933), расположенная в Фурманном переулке дом 6, открылась для посетителей[8].

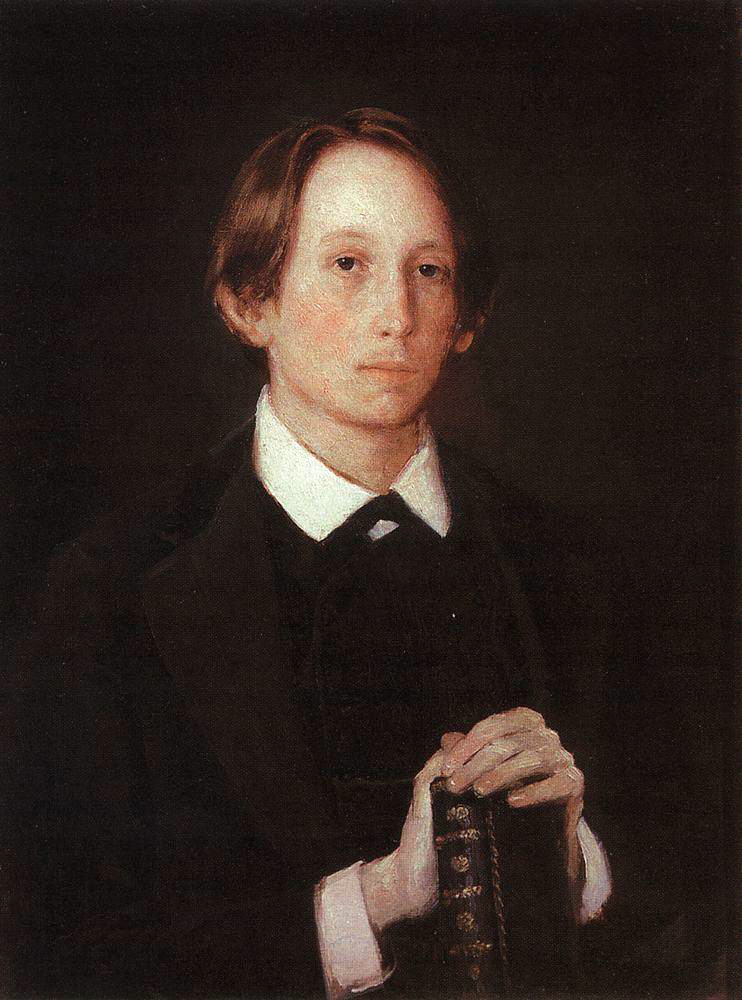
Аполлинарий Васнецов
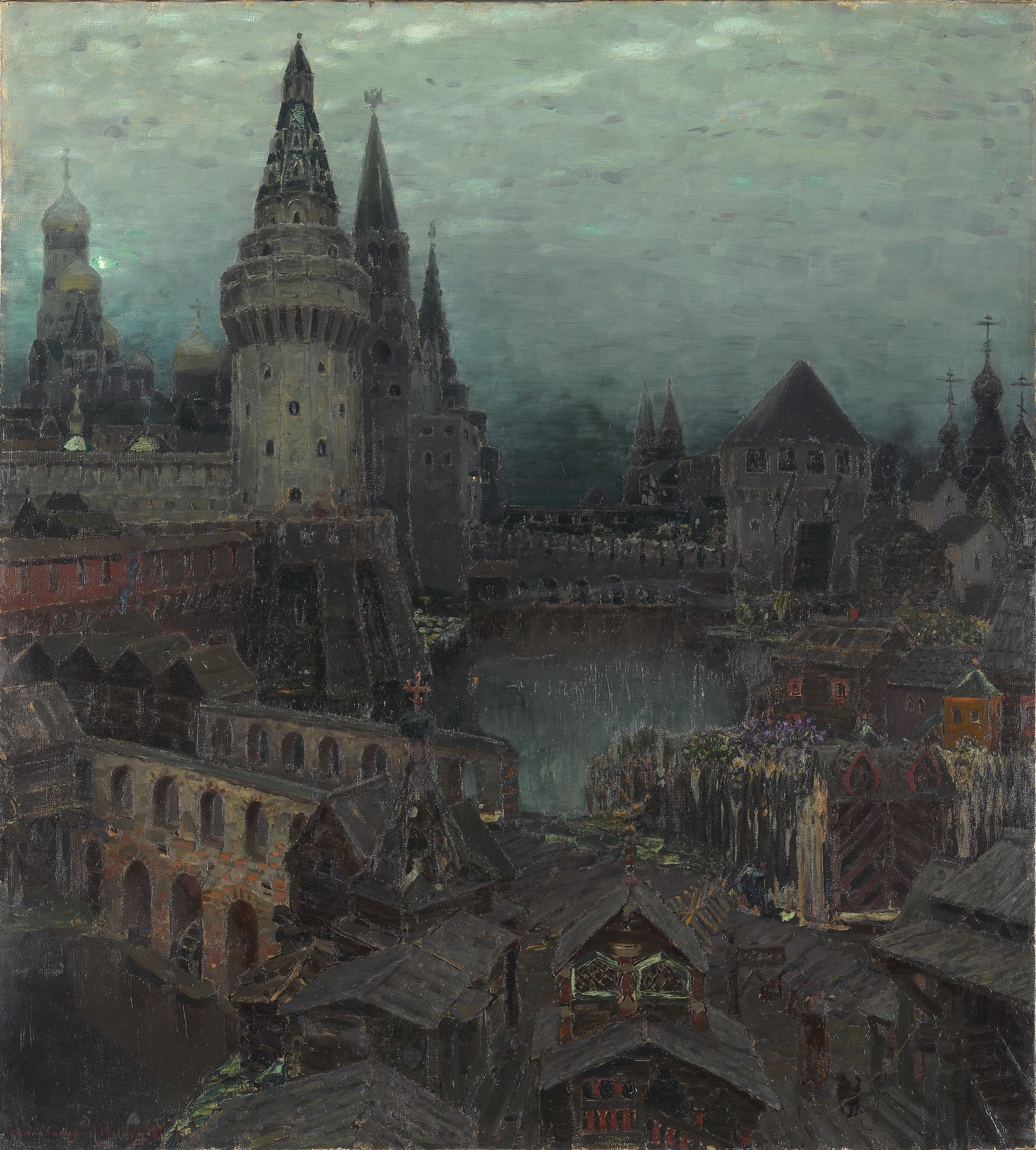
На рассвете у Воскресенского моста. Конец XVII века. 1900
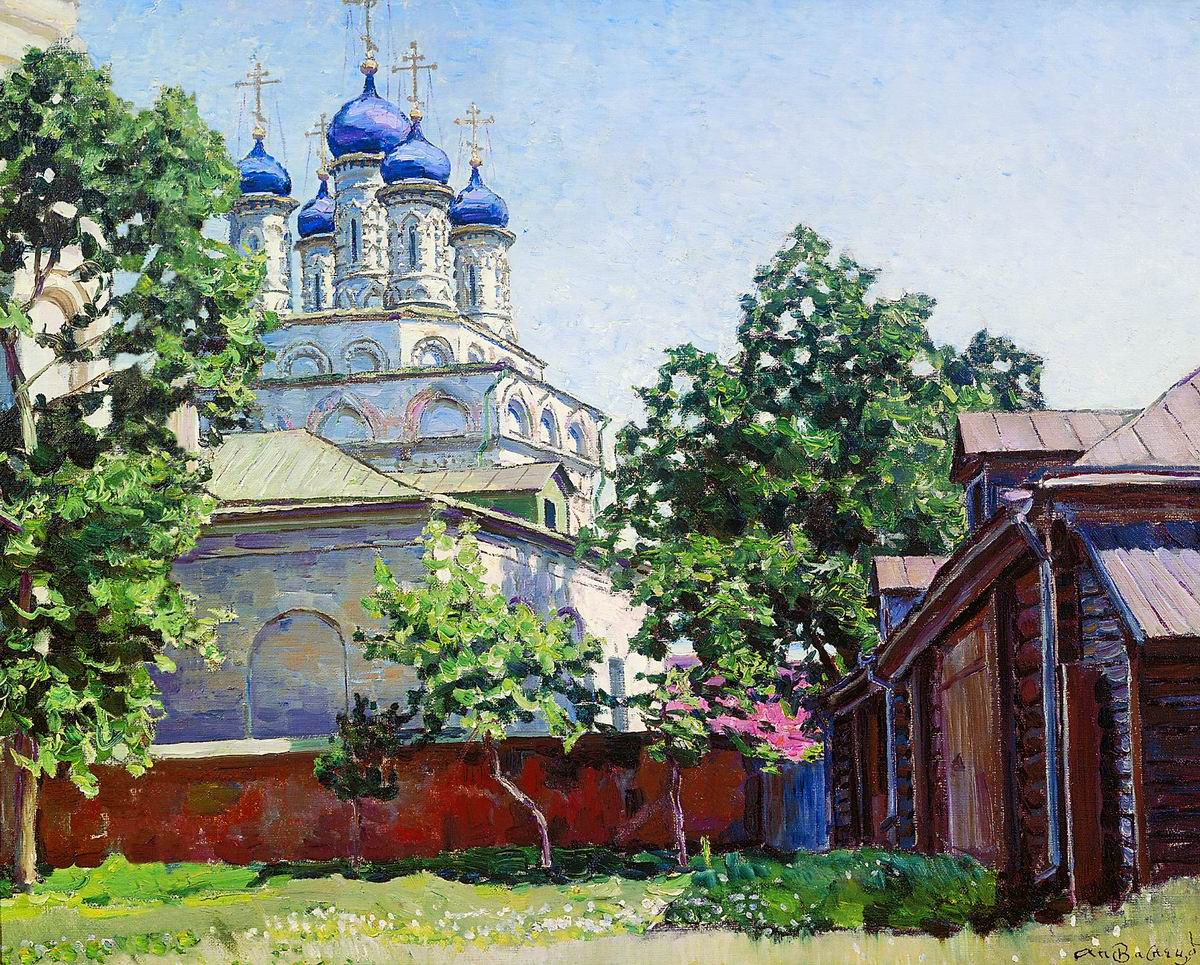
Троицкая церковь на Берсеневке. 1922
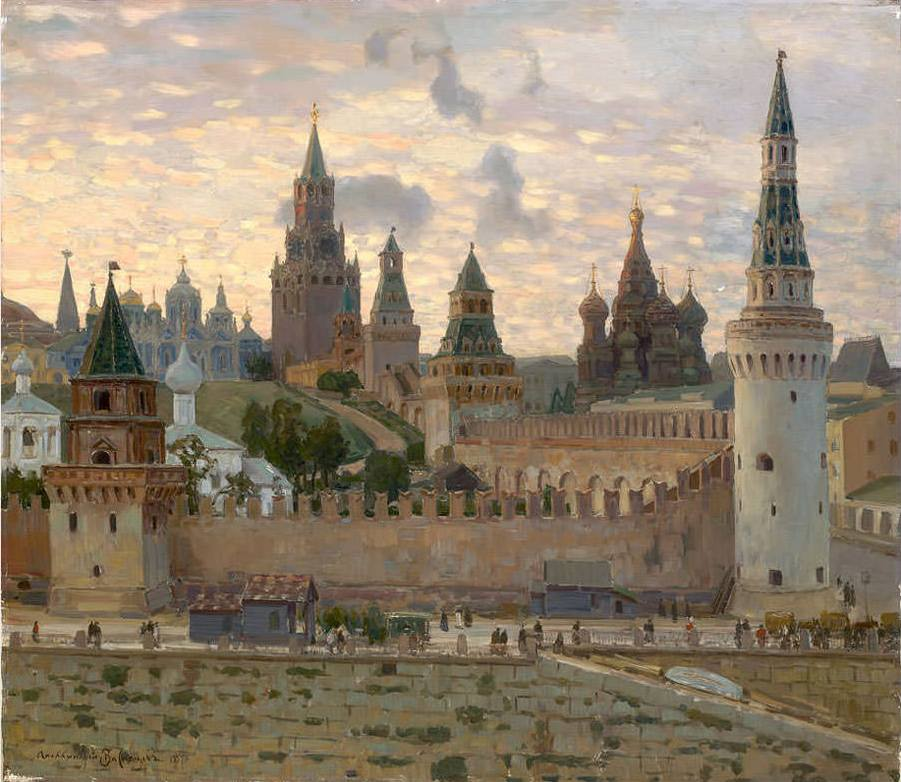
Московский Кремль. 1897
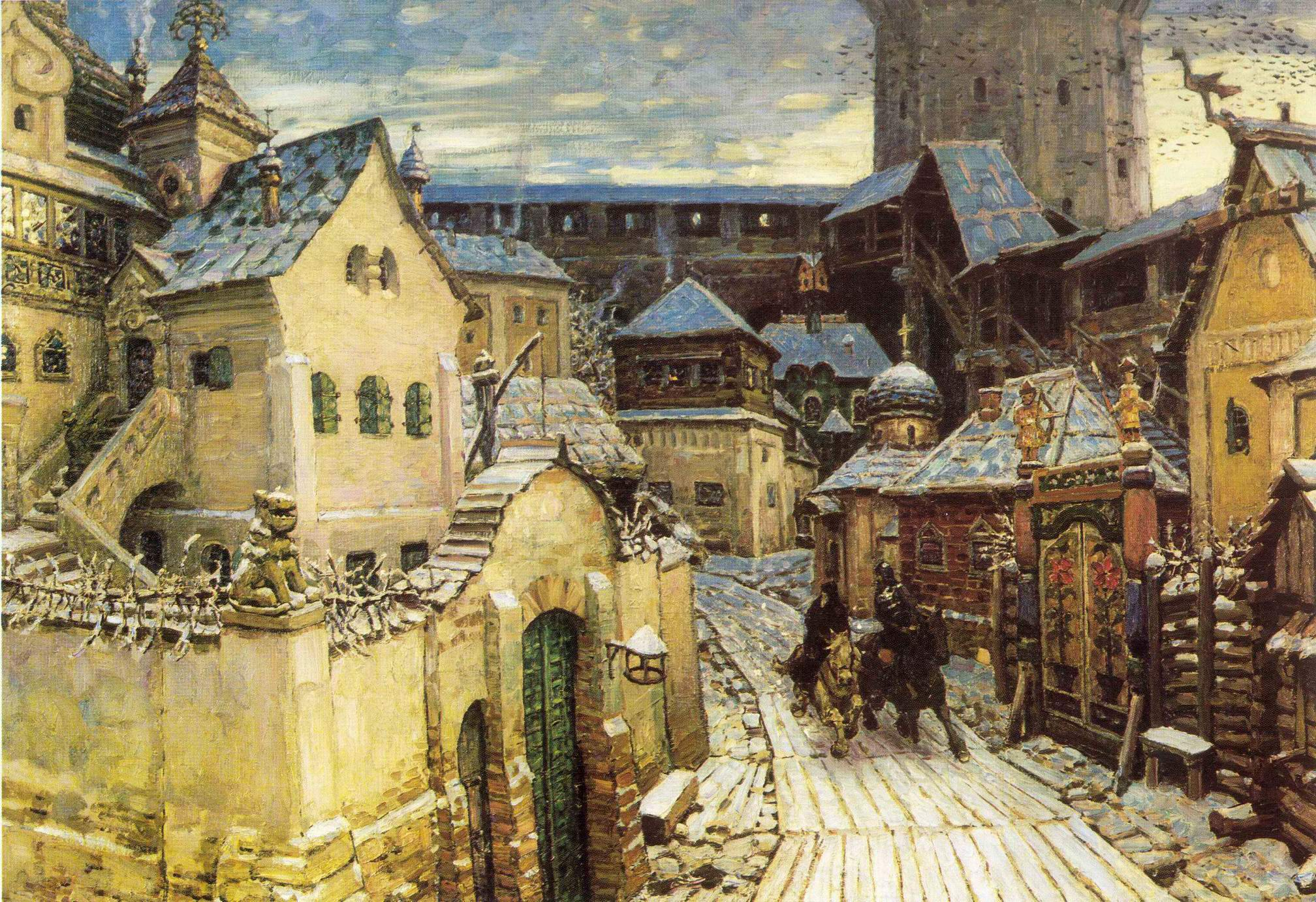
Гонцы. Ранним утром в Кремле. Начало XVII века. 1913

- 22 апреля — Седьмая выставка произведений членов Академии художеств СССР открылась в Москве в залах Академии художеств. Экспонировались работы Михаила Аникушина, Сергея Герасимова, Василия Ефанова, Гелия Коржева, Евсея Моисеенко, Виктора Орешникова, Аркадия Пластова, Иосифа Серебряного, Владимира Серова, Мартироса Сарьяна, Николая Томского и других членов Академии художеств СССР[9].
- Золотых медалей Академии художеств СССР за лучшие произведения, созданные в 1964 году, удостоены А. Каневский за иллюстрации к произведениям В. Маяковского, и создатели монумента «Покорители космоса», открытого в Москве у ВДНХ: скульптор А. Файдыш-Крандиевский, архитекторы М. Барщ и А. Колчин. Серебряных медалей удостоены художники В. Нечитайло, В. Холуёв, скульпторы Р. Будилов, В. Бродай[10].
- 8 мая — Всесоюзная художественная выставка «На страже мира», посвящённая 20-летию Победы советского народа в Великой Отечественной войне, открылась в Москве в ЦВЗ «Манеж» при участии Александра Дейнеки, Энгельса Козлова, Бориса Корнеева, Бориса Лавренко, Олега Ломакина, Евсея Моисеенко, Юрия Непринцева, Ивана Савенко, Глеба Савинова, Владимира Селезнёва, Юрия Тулина и других художников. К выставке был издан подробный каталог работ.[11][12]
- В москве открылась первая Всесоюзная выставка акварели[13].
- Выставка произведений ленинградских художников «На страже мира», посвящённая 20-летию Победы советского народа в Великой Отечественной войне, открылась 8 мая 1965 года в выставочных залах Ленинградского отделения Союза художников РСФСР[14].
- 24 мая — Выставка произведений Серебряковой Зинаиды Евгеньевны открылась в Москве в выставочном зале Союза художников СССР[15].

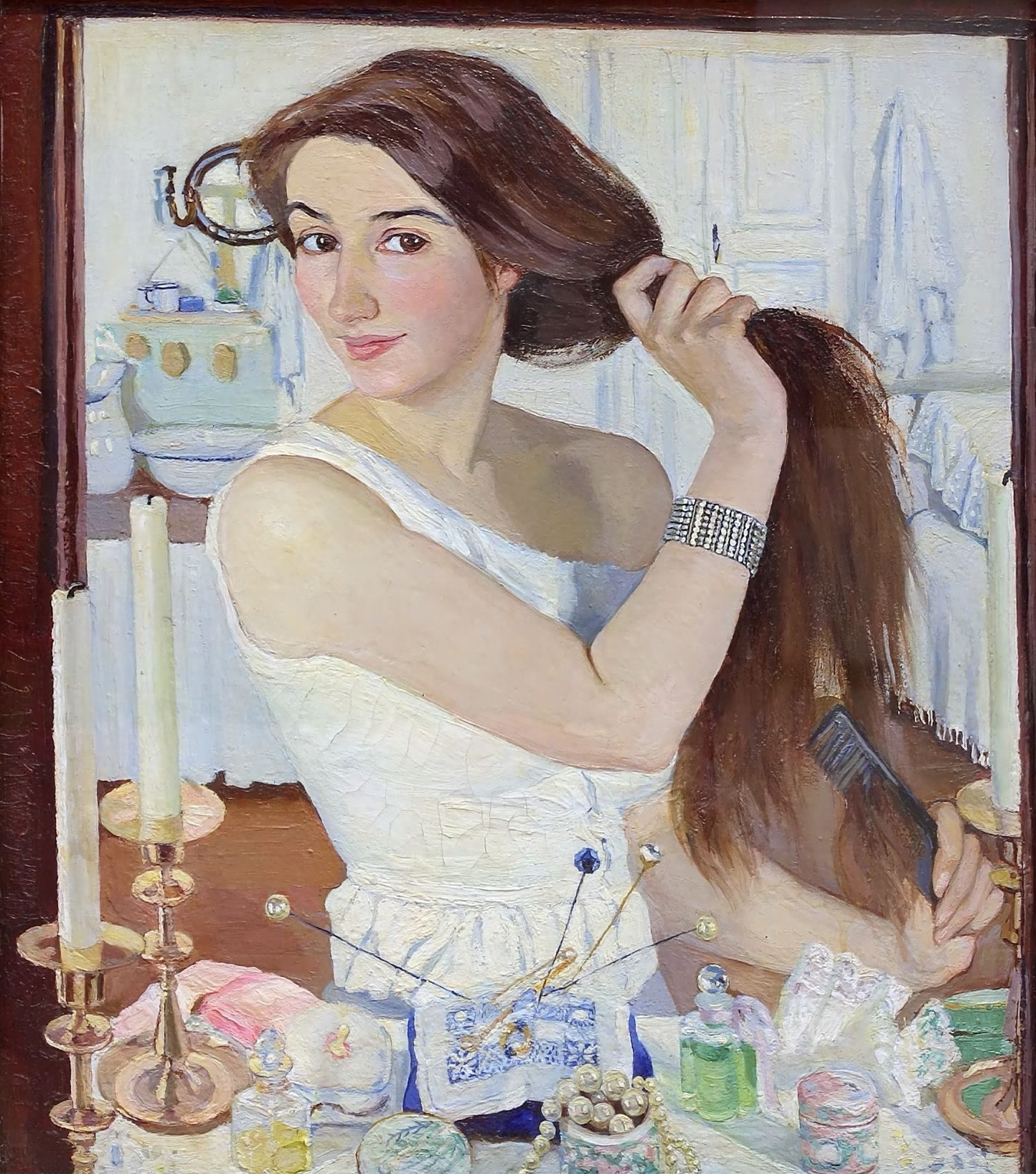
За туалетом. Автопортрет. 1909
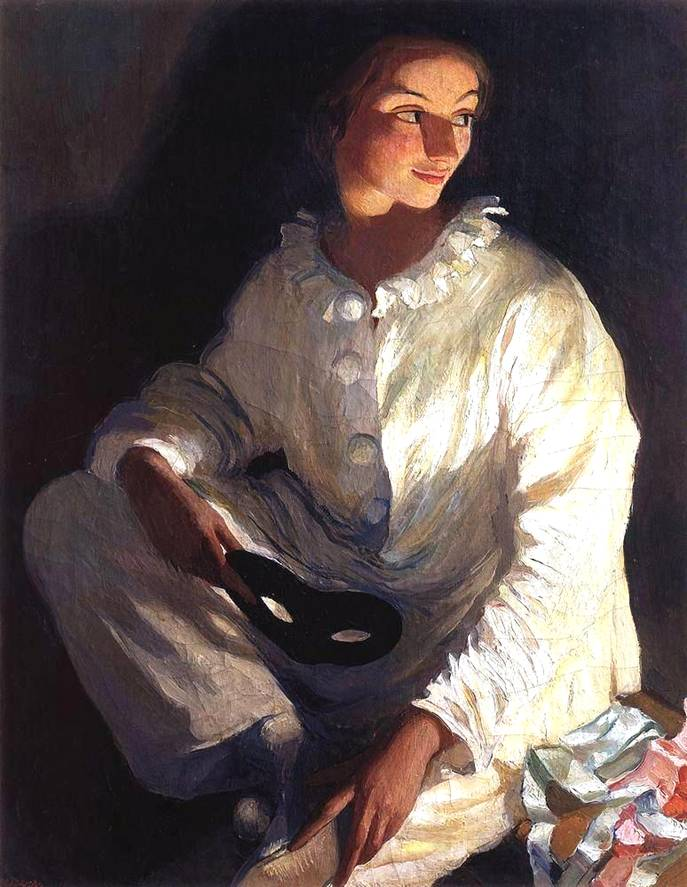
Автопортрет в костюме Пьеро. 1911
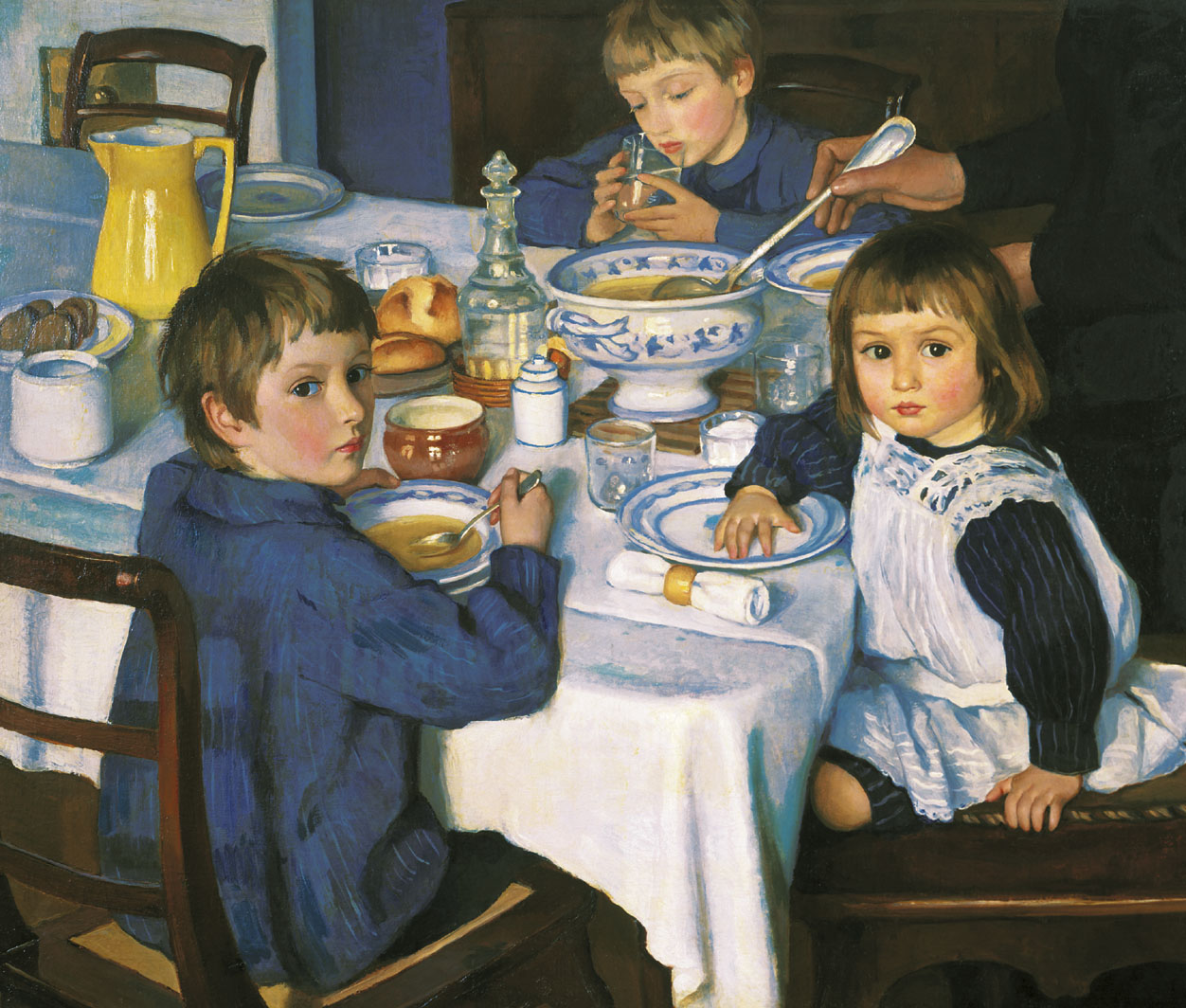
За завтраком. 1914

- 5 июня — Выставка произведений Народного художника СССР М. С. Сарьяна открылась в Москве в Доме художника на Кузнецком мосту[15].

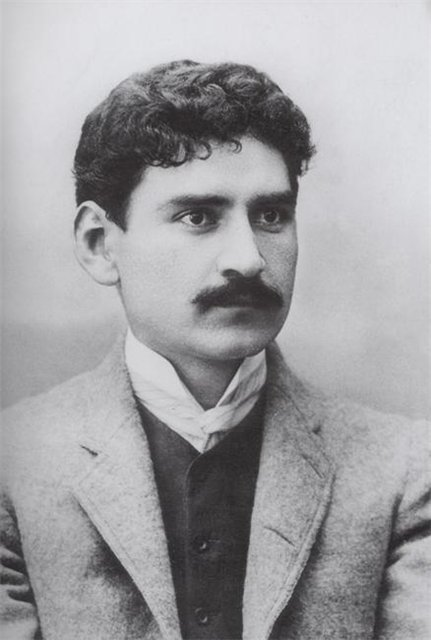
Мартирос Сарьян
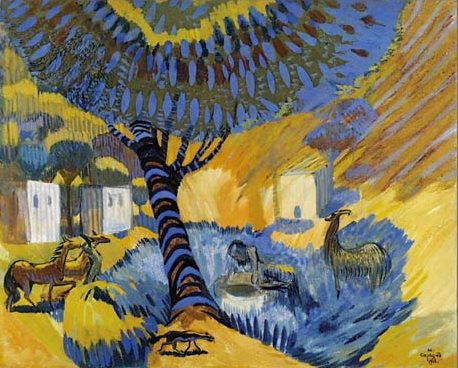
У колодца. Жаркий день. 1908
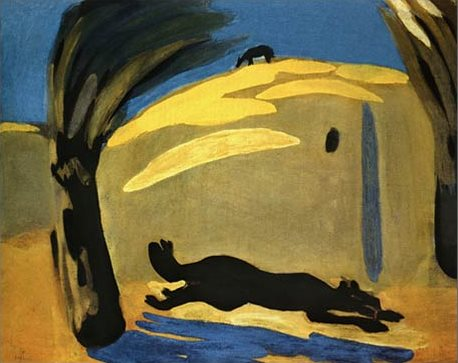
Зной. бегущая собака. 1909
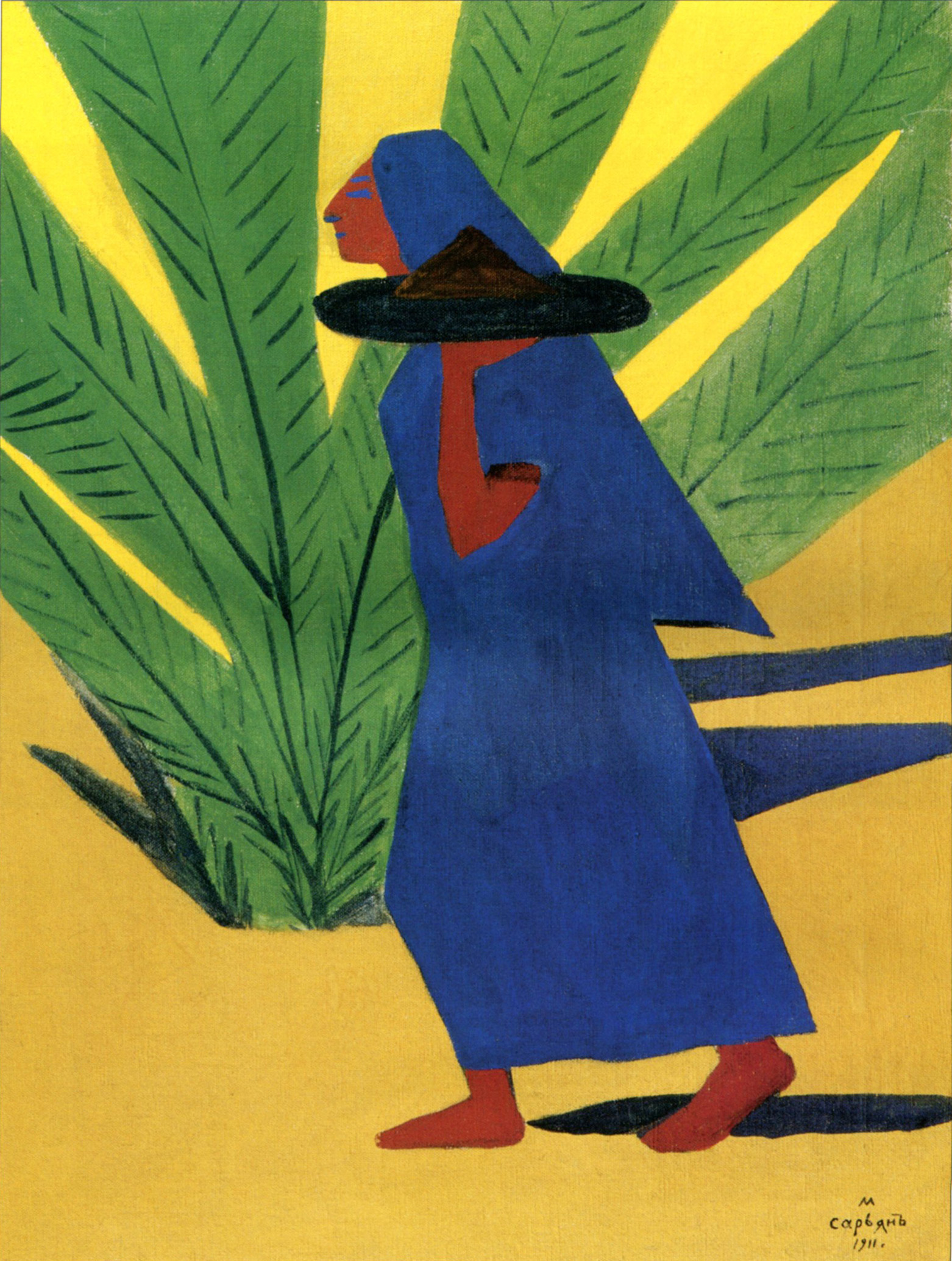
Идущая женщина. 1911

- 12 июня — в Ереване в сквере, расположенном между улицами Исаакяна и Московской, открыт памятник выдающемуся армянскому советскому поэту Аветику Исаакяну. Автор памятника - скульптор С. Багдасарян[16].
- 13 июня — в Барнауле впервые открылась выставка работ из фондов Государственного Русского музея[17].

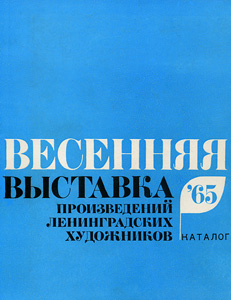
Каталог выставки

- 16 июня — Весенняя выставка ленинградских художников 1965 года открылась в залах Ленинградского отделения Союза художников РСФСР при участии Ивана Абрамова, Петра Альберти, Евгении Антиповой, Таисии Афониной, Всеволода Баженова, Юрия Белова, Константина Белокурова, Якова Бесперстова, Николая Брандта, Ирины Бройдо, Николая Буранова, Леонида Вайшли, Ивана Варичева, Анатолия Васильева, Игоря Весёлкина, Ростислава Вовкушевского, Эдварда Выржиковского, Владимира Гаврилова, Раисы Гетман, Ирины Гетманской, Василия Голубева, Якова Голубева, Михаила Грачёва, Кирилла Гущина, Александра Дашкевича, Крума Джакова, Марии Добриной, Ирины Добряковой, Олега Еремеева, Юрия Ершова, Вячеслава Загонека, Рубена Захарьяна, Елены Ивановой-Эберлинг, Марии Клещар-Самохваловой, Михаила Козелла, Энгельса Козлова, Майи Копытцевой, Абы Кора, Виктора Коровина, Александра Коровякова, Елены Костенко, Максима Косых, Бориса Котика, Геворка Котьянца, Владимира Кранца, Бориса Лавренко, Ивана Лавского, Валерии Лариной, Сергея Ласточкина, Олега Ломакина, Веры Любимовой, Ефима Ляцкого, Дмитрия Маевского, Бориса Малуева, Гавриила Малыша, Никиты Медовикова, Валентины Монаховой, Николая Мухо, Веры Назиной, Михаила Натаревича, Анатолия Ненартовича, Дмитрия Обозненко, Сергея Осипова, Льва Орехова, Виктора Отиева, Юрия Павлова, Нины Петролли, Николая Позднеева, Михаила Понятова, Владимира Прошкина, Эриха Ребане, Марии Рудницкой, Ивана Савенко, Владимира Саксона, Александра Семёнова, Арсения Семёнова, Елены Скуинь, Александра Столбова, Георгия Татарникова, Виктора Тетерина, Николая Тимкова, Юрия Тулина, Виталия Тюленева, Бориса Утехина, Бориса Фёдорова, Петра Фомина, Владимира Френца, Бориса Шаманова, Александра Шмидта, Надежды Штейнмиллер, Лазаря Язгура и других ленинградских художников. К выставке был подготовлен подробный каталог работ.[18][19]
- 7 июля — в Таллине открылась Юбилейная выставка эстонского изобразительного искусства, посвящённая 25-летию Эстонской ССР. Экспонировалось свыше 1500 произведений, созданных художниками за последние пять лет[20]
- 8 июля — Выставка произведений П. Федотова к 150-летию со дня рождения художника открылась в Государственном Русском музее. Экспонировалось 40 живописных произведений и свыше 300 рисунков[20].

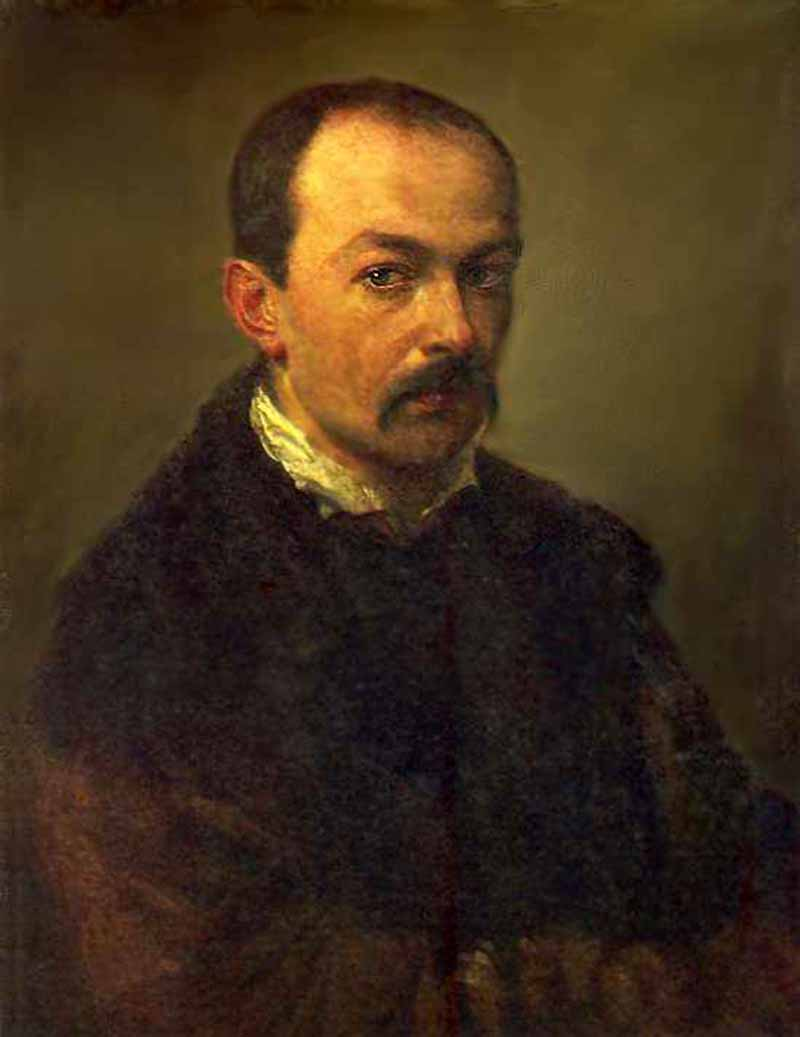
Павел Федотов
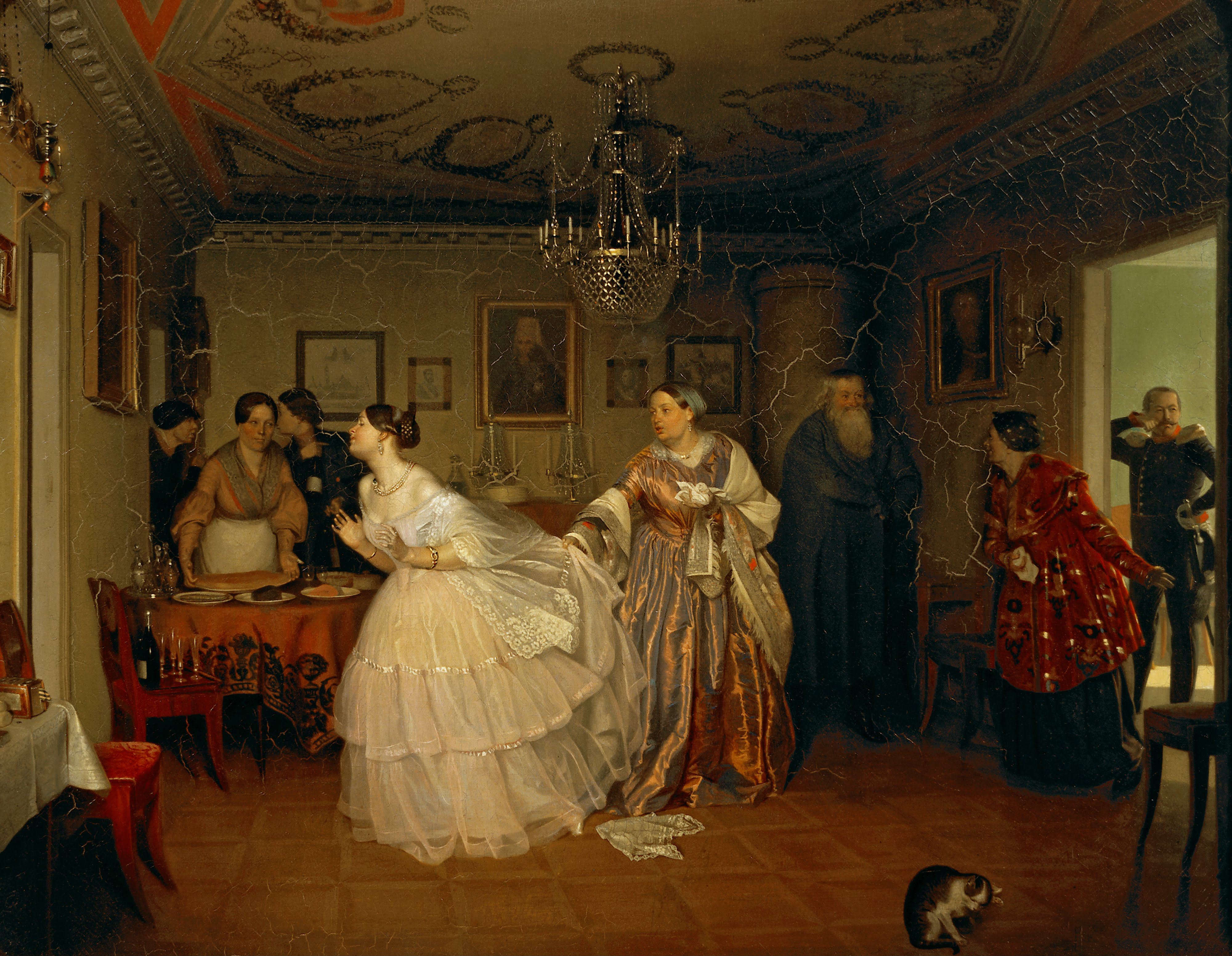
Сватовство майора. 1848
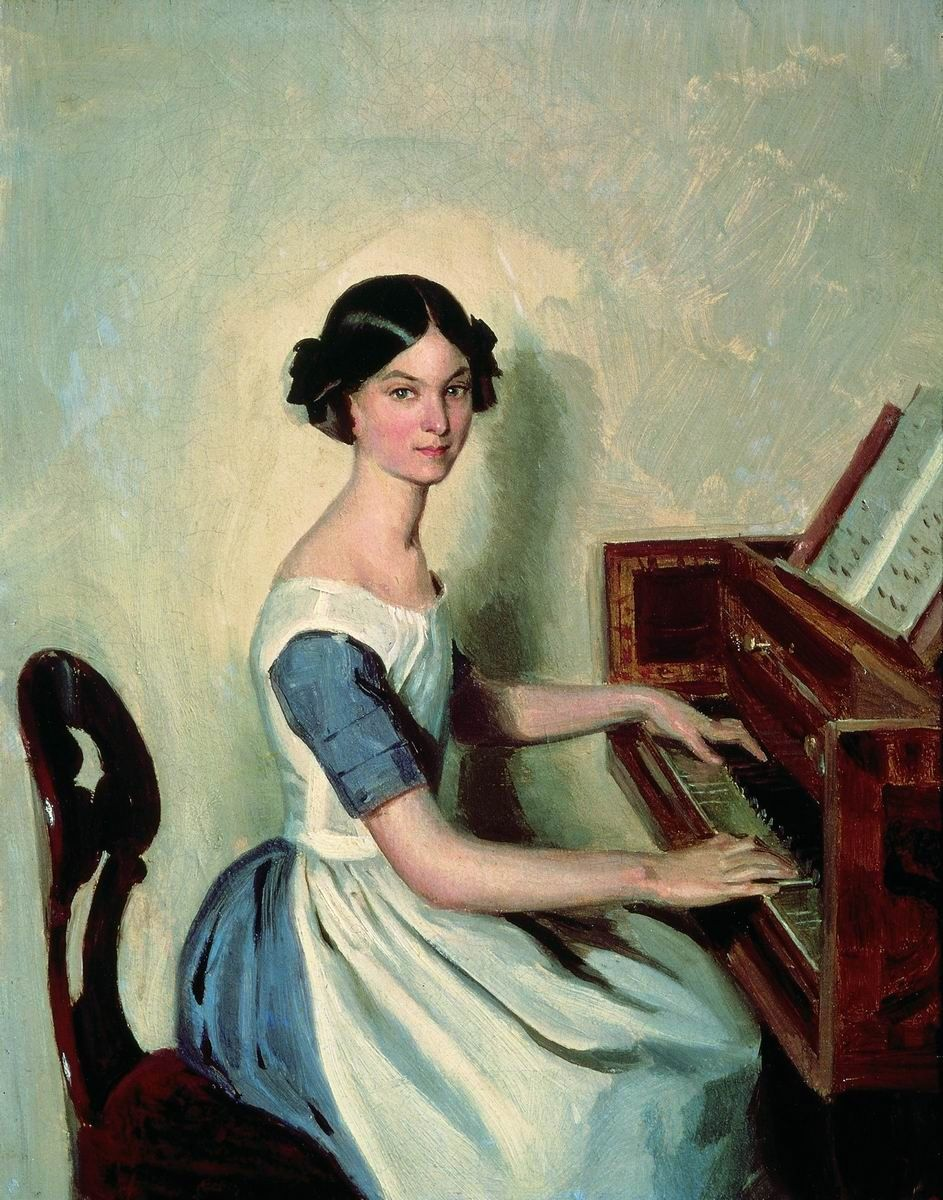
Портрет Н. П. Жданович за фортепьяно. 1849
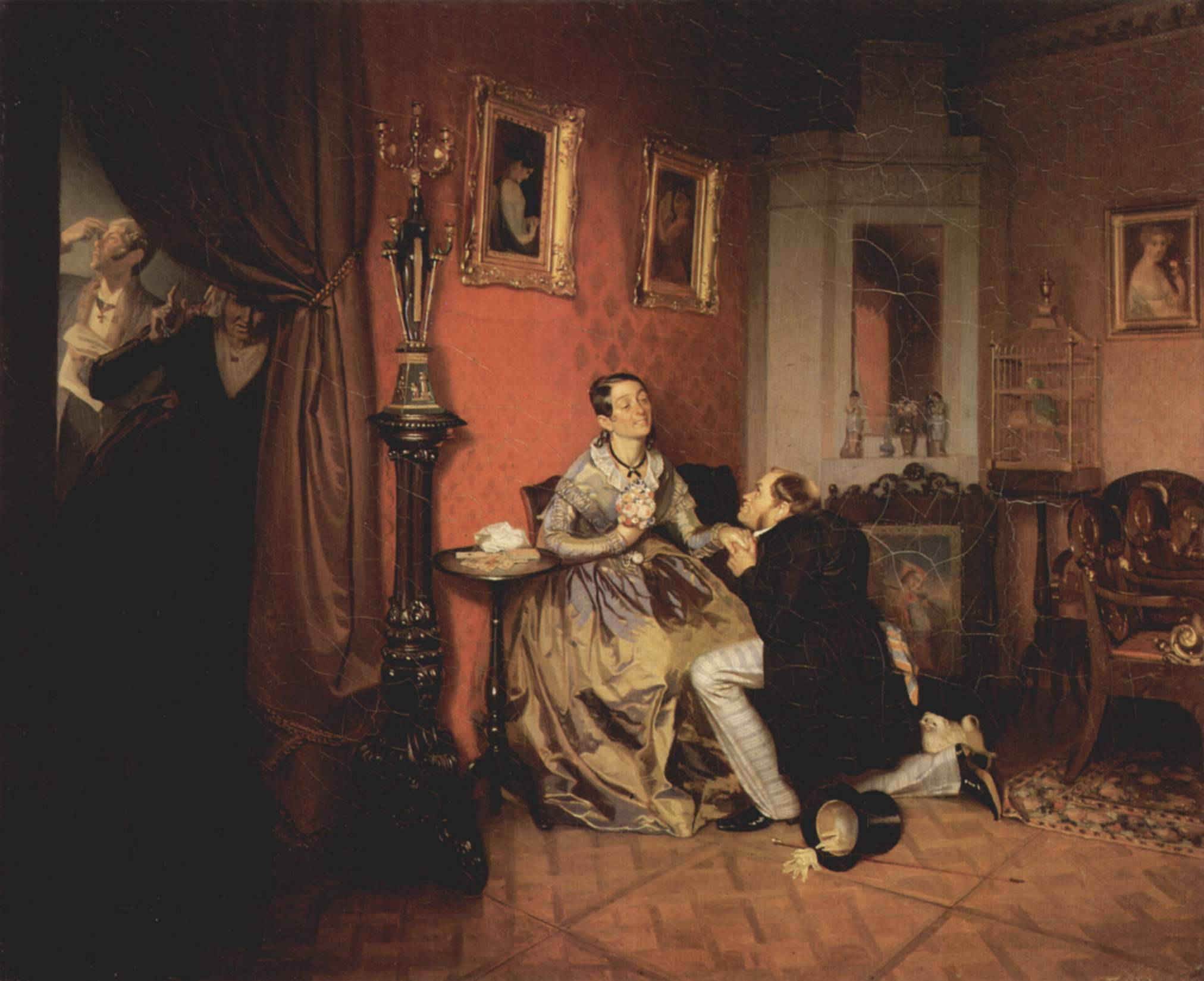
Разборчивая невеста. 1947

- 14 июля — в Вильнюсе к 25-летию Советской Литвы открылась крупнейшая в истории республики художественная выставка, на которой экспонировалось свыше 2000 произведений изобразительного искусства 400 авторов[20].
- 16 июля — Юбилейная художественная выставка, посвящённая 40-летию Туркменской ССР, открылась в павильоне «Советская культура» на ВДНХ в Москве[20].
- 11 сентября — выставка произведений Суло Юнтунена к 50-летию со дня рождения художника открылась в Петрозаводском музее изобразительных искусств[21].
- 15 сентября — в Ленинграде в залах Академии художеств открылась ретроспективная выставка дипломных работ выпускников ЛИЖСА имени И. Е. Репина[20].
- 29 октября — Выставка «40 Лет искусства советского Палеха» открылась в Москве в выставочном зале Союза художников СССР[22].
- Выставка «Памятники древнерусской архитектуры в произведениях московских художников» открылась в Москве в Доме художников (Кузнецкий мост, 11)[23].
- 30 октября — Выставка произведений П. Федотова к 150-летию со дня рождения художника, показанная ранее в Государственном Русском музее в Ленинграде, открылась в Государственной Третьяковской галерее[24].
- 22 ноября в залах ЛОСХ открылась «Осенняя выставка произведений ленинградских художников». Экспонировалось 1500 произведений 500 авторов, среди них работы Завена Аршакуни, Дмитрия Беляева, Вячеслава Загонека, Энгельса Козлова, Елены Костенко, Анны Костиной, Дмитрия Маевского, Александра Романычева, Ивана Савенко, Николая Тимкова и других.[25][26][27]
- 24 декабря — выставка произведений П. В. Кузнецова к 60-летию творческой деятельности художника открылась в Москве в выставочном зале Союза художников СССР.

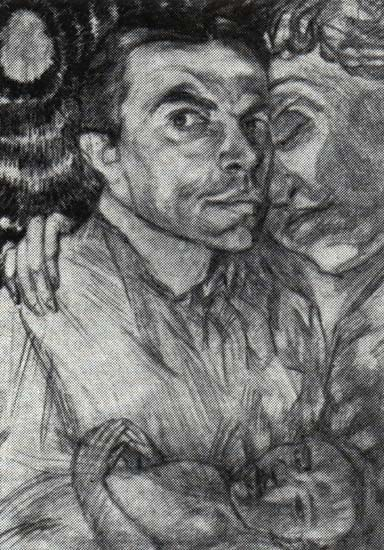
Павел Кузнецов
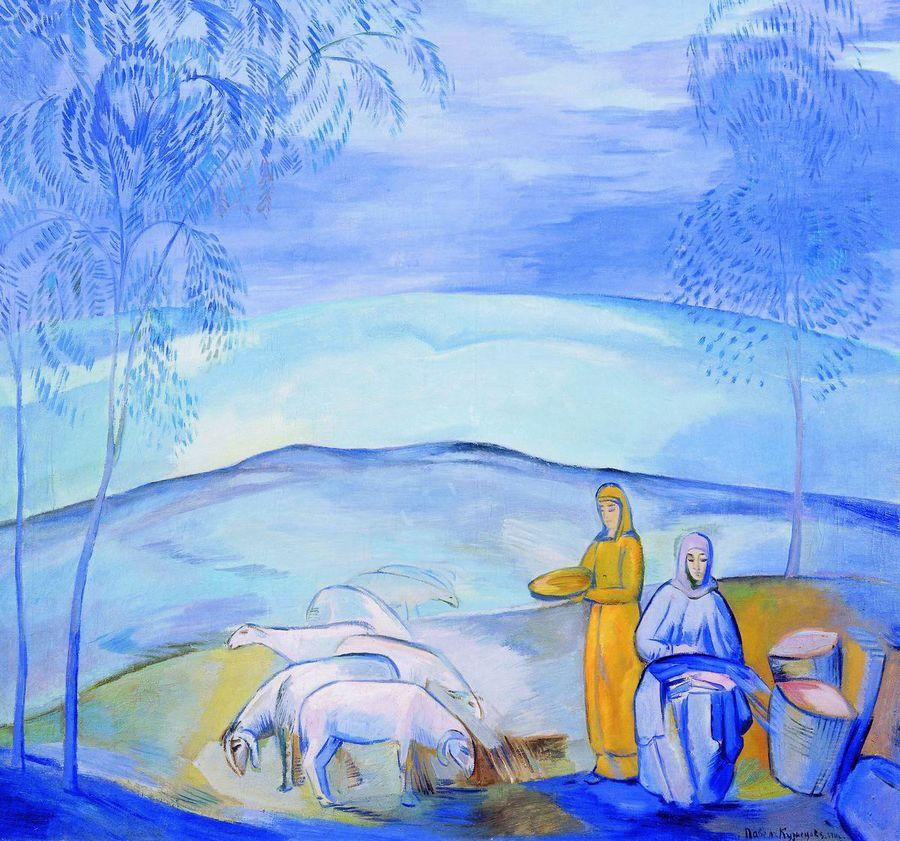
В степи. Мираж. 1911
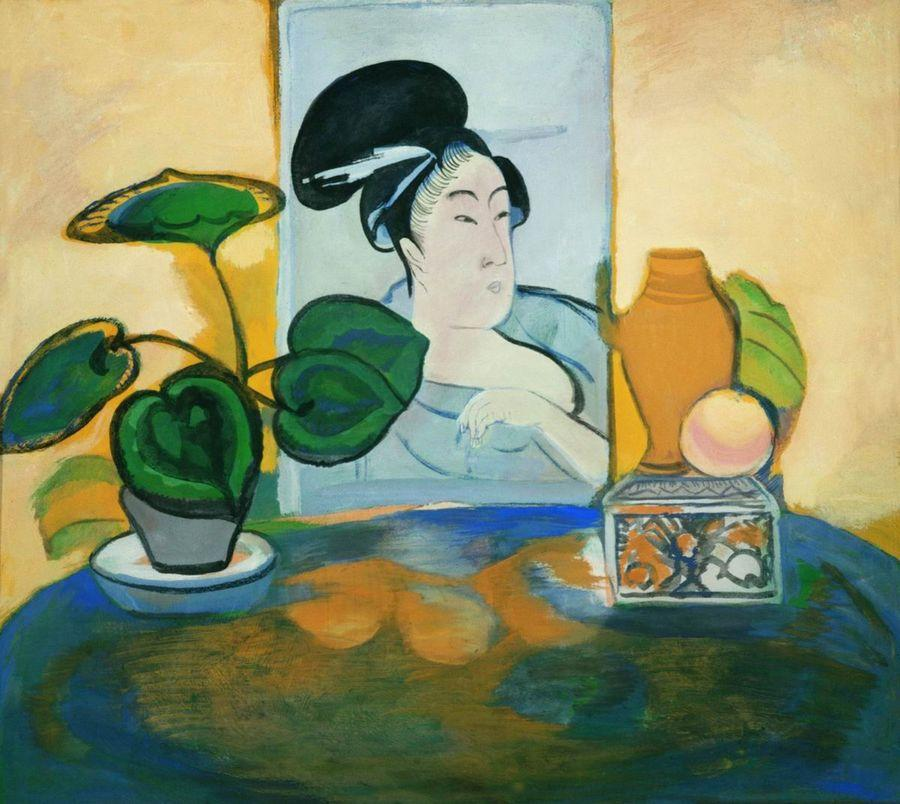
Натюрморт с японской гравюрой. 1912
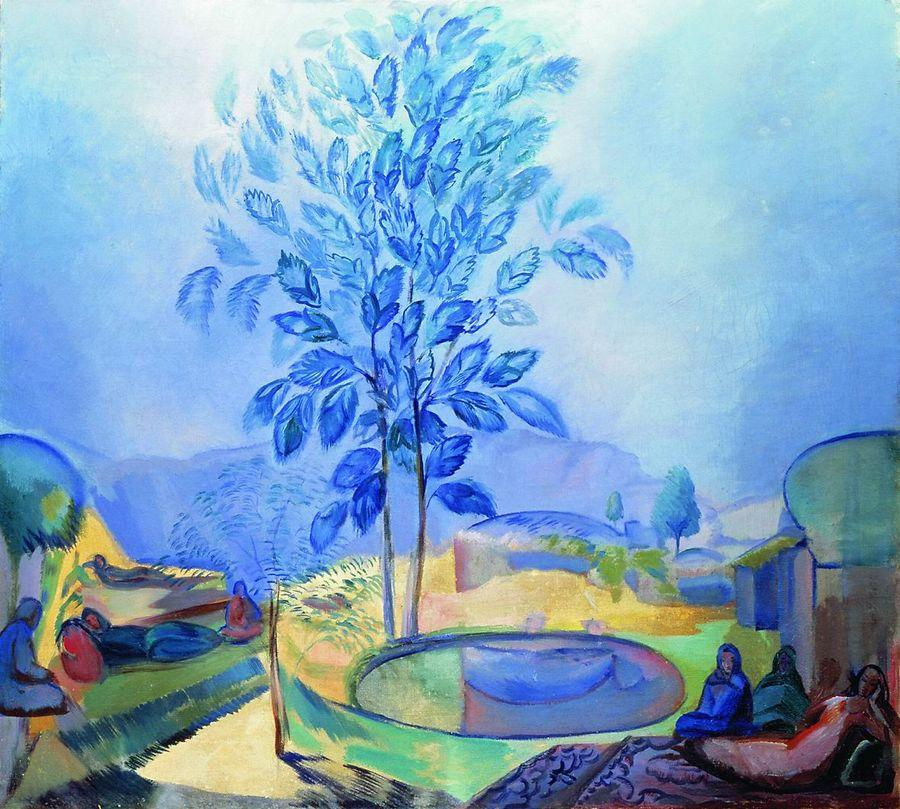
Восточный мотив. 1913

## Деятели искусства

### Скончались
- 18 февраля — Евгений Чарушин Евгений Иванович, график и писатель, заслуженный деятель искусств РСФСР (род. в 1901).
- 21 июня — Пётр Бучкин, ленинградский живописец, график, педагог, заслуженный деятель искусств РСФСР (род. в 1886).
- 9 декабря — Виктория Белаковская, ленинградская художница, живописец и график (род. в 1901).
- Алексей Лаптев, художник-график, книжный иллюстратор, член-корреспондент Академии художеств СССР, заслуженный деятель искусств РСФСР (род. в 1905).